# Orist
Orist (okzitanisch: ebenfalls Orist) ist eine französische Gemeinde mit 789 Einwohnern (Stand: 1. Januar 2022) im Département Landes in der Region Nouvelle-Aquitaine im Südwesten Frankreichs. Sie gehört zum Arrondissement Dax und zum Kanton Orthe et Arrigans.
Die Einwohner werden Oristois bzw. Oristoises genannt.

## Geografie
Orist liegt rund 30 Kilometer nordöstlich von Bayonne. Die Gemeinde liegt am Bach Lespontès. Dieser ist ein Zufluss des Adour, der die nördliche Gemeindegrenze bildet.

## Bevölkerungsentwicklung
| Jahr      | 1962 | 1968 | 1975 | 1982 | 1990 | 1999 | 2006 | 2018 |
| Einwohner | 482  | 466  | 440  | 480  | 503  | 537  | 631  | 737  |

## Sehenswürdigkeiten
- Kirche Saint Pierre, teilweise im romanischen Stil aus dem Hochmittelalter (vermutlich 12. Jahrhundert). Glockenturm von 1885.
- etliche sehenswerte Bauerngehöfte aus dem 16.–18. Jahrhundert